# Landtagswahlkreis Flensburg
Der Wahlkreis Flensburg (Wahlkreis 3) ist ein Landtagswahlkreis in Schleswig-Holstein. Der Wahlkreis umfasst die gesamte kreisfreie Stadt Flensburg.
Die aktuelle Einteilung besteht seit der Landtagswahl 2005. Zuvor hatte die Stadt Flensburg stets zwei Wahlkreise. Bis 2009 trug der Wahlkreis die Nummer 4. Der Wahlkreis ist traditionell der stimmenstärkste Wahlkreis des SSW, der hier 2022 einen Zweitstimmenanteil von 16,1 % erhalten hat. Hingegen mussten CDU (nach dem Wahlkreis Kiel-West) und FDP (nach dem Wahlkreis Schleswig) hier 2022 ihr jeweils zweitschlechtestes Zweitstimmenergebnis hinnehmen. Trotzdem konnte die CDU-Kandidatin Uta Wentzel mit 26,1 % der Erststimmen den Wahlkreis knapp vor der Kandidatin der Grünen gewinnen.

## Landtagswahl 2022
| Gegenstand der Nachweisung | Gegenstand der Nachweisung | Erst- stimmen | Erst- stimmen | Zweit- stimmen | Zweit- stimmen |
| Bewerber                   | Partei                     | Anzahl        | %             | Anzahl         | %              |
| -------------------------- | -------------------------- | ------------- | ------------- | -------------- | -------------- |
| Wahlberechtigte            | Wahlberechtigte            | 70.563        | 70.563        | 70.563         | 70.563         |
| Wähler                     | Wähler                     | 39.522        | 39.522        | 39.522         | 39.522         |
| Ungültige Stimmen          | Ungültige Stimmen          | 390           | 1,0           | 260            | 0,7            |
| Gültige Stimmen            | Gültige Stimmen            | 39.132        | 99,0          | 39,262         | 99,3           |
| davon                      |                            |               |               |                |                |
| Uta Wentzel                | CDU                        | 10.207        | 26,1          | 11.505         | 29,3           |
| Kianusch Stender           | SPD                        | 6.777         | 17,3          | 5.161          | 13,1           |
| Annabell Pescher           | GRÜNE                      | 9.622         | 24,6          | 9.687          | 24,7           |
| Kay Richert                | FDP                        | 2.193         | 5,6           | 1.970          | 5,0            |
| Pieter Hogeveen            | AfD                        | 1.310         | 3,3           | 1.414          | 3,6            |
| Tjark Naujoks              | DIE LINKE                  | 1.522         | 3,9           | 1.235          | 3,1            |
| Christian Dirschauer       | SSW                        | 6.241         | 15,9          | 6.295          | 16,0           |
| –                          | PIRATEN                    | –             | –             | 140            | 0,4            |
| Andreas Rothgaenger        | FREIE WÄHLER               | 280           | 0,7           | 175            | 0,4            |
| –                          | Die PARTEI                 | –             | –             | 411            | 1,0            |
| –                          | Z.                         | –             | –             | 42             | 0,1            |
| Reinhold Majeske           | dieBasis                   | 612           | 1,6           | 601            | 1,5            |
| –                          | Die Humanisten             | –             | –             | 56             | 0,1            |
| –                          | Gesundheitsforschung       | –             | –             | 35             | 0,1            |
| –                          | Tierschutzpartei           | –             | –             | 320            | 0,8            |
| Tim Thomsen                | Volt                       | 274           | 0,7           | 215            | 0,5            |
| Hans-Peter Farysej         | Einzelbewerber             | 94            | 0,2           | –              | –              |

Neben der Wahlkreissiegerin Uta Wentzel (CDU), die den Wahlkreis nach zehn Jahren von der SPD zurückgewinnen konnte, wurde auch der Direktkandidat des SSW, Christian Dirschauer (seit 2020 Landtagsabgeordneter), über die Landesliste seiner Partei in den Landtag gewählt. Der FDP-Direktkandidat Kay Richert, der dem Landtag seit 2017 angehört hatte, kandidierte nicht mehr auf der Landesliste seiner Partei und schied daher aus dem Landtag aus. Der SPD-Kandidat Kianusch Stender, dessen Listenmandat zunächst nicht gezogen hatte, rückte am 2. April 2024 für seinen ausgeschiedenen Parteifreund Thomas Losse-Müller in das Parlament nach.

## Landtagswahl 2017
Wahlkreisergebnis der Landtagswahl 2017:
| Direktkandidat         | Partei         | Erststimmen in % | Zweitstimmen in % |
| ---------------------- | -------------- | ---------------- | ----------------- |
| Arne Rüstemeier        | CDU            | 26,2             | 22,6              |
| Heiner Dunckel         | SPD            | 31,6             | 25,5              |
| Kay Richert            | FDP            | 7,9              | 8,9               |
| Rasmus Andresen        | GRÜNE          | 12,0             | 14,3              |
| Christian Dirschauer   | SSW            | 12,4             | 12,8              |
| Gabriele Ritter        | LINKE          | 6,7              | 7,0               |
| Hans-Joachim Rotermund | PIRATEN        | 1,9              | 1,3               |
| Hans-Peter Farysej     | Einzelbewerber | 0,9              | -                 |
| Andreas Tappe          | LKR            | 0,4              | -                 |
| –                      | Freie Wähler   | –                | 0,3               |
| –                      | AfD            | –                | 5,4               |
| –                      | FAMILIE        | –                | 0,9               |
| –                      | Sonstige       | –                | 1,2               |

Neben dem Wahlkreisabgeordneten Heiner Dunckel, der der neugewählten Flensburger Oberbürgermeisterin Simone Lange als SPD-Direktkandidat nachgefolgt war, wurden die Direktkandidaten der FDP, Kay Richert, und der Grünen, Rasmus Andresen, über die Landeslisten ihrer Parteien in den Landtag gewählt. Christian Dirschauer, der Direktkandidat des SSW, rückte am 3. August 2020 für seinen zurückgetretenen Parteifreund Flemming Meyer in den Landtag nach.

## Landtagswahl 2012
Wahlkreisergebnis der Landtagswahl 2012:
| Direktkandidat        | Partei         | Erststimmen in % | Zweitstimmen in % |
| --------------------- | -------------- | ---------------- | ----------------- |
| Susanne Herold        | CDU            | 25,3             | 21,4              |
| Simone Lange          | SPD            | 34,2             | 25,6              |
| Kay Richert           | FDP            | 3,6              | 6,6               |
| Ellen Kittel-Wegner   | GRÜNE          | 10,0             | 14,8              |
| Edgar Möller          | SSW            | 16,0             | 18,6              |
| Heinz-Werner Jezewski | LINKE          | 2,9              | 3,0               |
| Matthias Nagel        | PIRATEN        | 7,1              | 7,9               |
| Hans-Peter Farysej    | Einzelbewerber | 0,3              | -                 |
| Hans-Jochen Fock      | Einzelbewerber | 0,6              | -                 |
| –                     | Freie Wähler   | –                | 0,4               |
| –                     | NPD            | –                | 0,6               |
| –                     | FAMILIE        | –                | 0,9               |
| –                     | MUD            | –                | 0,2               |

Der Wahlkreis wurde von der erstmals gewählten Wahlkreisabgeordneten Simone Lange (SPD) im Landtag vertreten, die ihr Mandat jedoch im November 2016 niederlegte, nachdem sie zur Oberbürgermeisterin von Flensburg gewählt worden war. Die unterlegene bisherige Wahlkreisabgeordnete Susanne Herold von der CDU schied aus dem Parlament aus, da ihr Listenplatz nicht für den Wiedereinzug ausreichte. Ebenso erging es dem Wahlkreisbewerber der Linken, Heinz-Werner Jezewski, dessen Partei an der Fünfprozenthürde scheiterte.

## Landtagswahl 2009
Die Landtagswahl 2009 ergab folgendes Ergebnisse:
| Gegenstand der Nachweisung | Gegenstand der Nachweisung | Erst- stimmen | Erst- stimmen | Zweit- stimmen | Zweit- stimmen |
| Bewerber                   | Partei                     | Anzahl        | %             | Anzahl         | %              |
| -------------------------- | -------------------------- | ------------- | ------------- | -------------- | -------------- |
| Wahlberechtigte            | Wahlberechtigte            | 68.535        | 68.535        | 68.535         | 68.535         |
| Wähler                     | Wähler                     | 46.159        | 46.159        | 46.159         | 46.159         |
| Ungültige Stimmen          | Ungültige Stimmen          | 1.436         | 3,1           | 938            | 2,0            |
| Gültige Stimmen            | Gültige Stimmen            | 44.723        | 96,9          | 45.221         | 98,0           |
| davon                      |                            |               |               |                |                |
| Susanne Herold             | CDU                        | 11.686        | 26,1          | 10.053         | 22,2           |
| ?                          | SPD                        | 11.533        | 25,8          | 9.958          | 22,0           |
| ?                          | FDP                        | 3.790         | 8,5           | 5.253          | 11,6           |
| ?                          | GRÜNE                      | 4.324         | 9,7           | 5.889          | 13,0           |
| Silke Hinrichsen           | SSW                        | 8.419         | 18,8          | 8.310          | 18,4           |
| Heinz-Werner Jezewski      | LINKE                      | 3.029         | 6,8           | 3.586          | 7,9            |
| ?                          | Übrige                     | 1.942         | 4,3           | 2.172          | 4,8            |

Neben der erstmals direkt gewählten Wahlkreisabgeordneten Susanne Herold (CDU), die dem Landtag bereits seit April 2005 als Nachrückerin angehört hatte, wurden die Direktkandidaten des SSW, Silke Hinrichsen, und der Linken, Heinz-Werner Jezewski, in das Parlament gewählt. Während es für Jezewski die erste Wahl war, gehörte Hinrichsen dem Landtag bereits von 2000 bis 2005 an. Hinrichsen verstarb kurz vor Ende der Wahlperiode am 8. März 2012.

## Landtagswahl 2005
Die Landtagswahl 2005 ergab folgendes Ergebnisse:
| Gegenstand der Nachweisung | Gegenstand der Nachweisung | Erst- stimmen | Erst- stimmen | Zweit- stimmen | Zweit- stimmen |
| Bewerber                   | Partei                     | Anzahl        | %             | Anzahl         | %              |
| -------------------------- | -------------------------- | ------------- | ------------- | -------------- | -------------- |
| Wahlberechtigte            | Wahlberechtigte            | 66.619        | 66.619        | 66.619         | 66.619         |
| Wähler                     | Wähler                     | 38.799        | 38.799        | 38.799         | 38.799         |
| Ungültige Stimmen          | Ungültige Stimmen          | 1.014         | 2,6           | 483            | 1,2            |
| Gültige Stimmen            | Gültige Stimmen            | 37.785        | 97,4          | 38.316         | 98,8           |
| davon                      |                            |               |               |                |                |
| Ingrid Franzen             | SPD                        | 14.958        | 39,6          | 15.154         | 39,6           |
| Susanne Herold             | CDU                        | 12.549        | 33,2          | 11.729         | 30,6           |
| ?                          | FDP                        | 1.642         | 4,3           | 1.856          | 4,8            |
| ?                          | GRÜNE                      | 1.762         | 4,7           | 2.268          | 5,9            |
| Silke Hinrichsen           | SSW                        | 6.874         | 18,2          | 5.836          | 15,2           |
| –                          | NPD                        | –             | –             | 631            | 1,6            |
| –                          | FAMILIE                    | –             | –             | 203            | 0,5            |
| –                          | Übrige                     | –             | –             | 642            | 1,7            |

Neben der direkt gewählten Wahlkreisabgeordneten Ingrid Franzen (SPD), die seit 1992 den Vorgängerwahlkreis Flensburg-West vertreten hatte, schaffte zunächst kein weiterer Kandidat den Einzug in den Kieler Landtag. Die bisherige SSW-Abgeordnete Silke Hinrichsen schied aus dem Landtag aus, da ihr Landeslistenplatz drei aufgrund der Verluste ihrer Partei nicht zum Wiedereinzug ausreichte. Die CDU-Kandidatin Susanne Herold rückte am 28. April 2005 für Heinz Maurus, der zum Staatssekretär und Chef der Staatskanzlei ernannt worden war, in den Landtag nach.

## Bisherige Abgeordnete
Direkt gewählte Abgeordnete des Wahlkreises Flensburg bzw. seiner Vorgängerwahlkreise waren:
| Jahr | Wahlkreis            | Direktkandidat         | Partei | Erststimmen in % |
| ---- | -------------------- | ---------------------- | ------ | ---------------- |
| 2022 | Flensburg            | Uta Wentzel            | CDU    | 26,1             |
| 2017 | Flensburg            | Heiner Dunckel         | SPD    | 31,6             |
| 2012 | Flensburg            | Simone Lange           | SPD    | 34,2             |
| 2009 | Flensburg            | Susanne Herold         | CDU    | 26,1             |
| 2005 | Flensburg            | Ingrid Franzen         | SPD    | 39,6             |
| 2000 | Flensburg-Ost        | Lothar Hay             | SPD    | 42,6             |
| 2000 | Flensburg-West       | Ingrid Franzen         | SPD    | 44,1             |
| 1996 | Flensburg-Ost        | Ursula Röper           | CDU    | 35,8             |
| 1996 | Flensburg-West       | Ingrid Franzen         | SPD    | 33,6             |
| 1992 | Flensburg-Ost        | Lothar Hay             | SPD    | 42,9             |
| 1992 | Flensburg-West       | Ingrid Franzen         | SPD    | 43,9             |
| 1988 | Flensburg-Ost        | Uwe Gunnesson          | SPD    | 50,3             |
| 1988 | Flensburg-West       | Gert Roßberg           | SPD    | 50,8             |
| 1987 | Flensburg-Ost        | Uwe Gunnesson          | SPD    | 41,2             |
| 1987 | Flensburg-West       | Gert Roßberg           | SPD    | 41,4             |
| 1983 | Flensburg-Ost        | Max Stich              | CDU    |                  |
| 1983 | Flensburg-West       | Klaus Matthiesen       | SPD    |                  |
| 1979 | Flensburg-Ost        | Max Stich              | CDU    | 42,9             |
| 1979 | Flensburg-West       | Klaus Matthiesen       | SPD    | 40,1             |
| 1975 | Flensburg-Ost        | Max Stich              | CDU    | 43,0             |
| 1975 | Flensburg-West       | Klaus Matthiesen       | SPD    | 39,5             |
| 1971 | Flensburg-Ost        | Hartwig Schlegelberger | CDU    | 44,7             |
| 1971 | Flensburg-West       | Klaus Matthiesen       | SPD    | 40,4             |
| 1967 | Flensburg-Ost        | Hartwig Schlegelberger | CDU    | 39,7             |
| 1967 | Flensburg-West       | Wolfgang Weimar        | CDU    | 35,5             |
| 1962 | Flensburg-Ost        | Hartwig Schlegelberger | CDU    | 39,5             |
| 1962 | Flensburg-West       | Kai-Uwe von Hassel     | CDU    | 36,0             |
| 1958 | Flensburg-Ost        | Hartwig Schlegelberger | CDU    | 39,7             |
| 1958 | Flensburg-West       | Kai-Uwe von Hassel     | CDU    | 35,5             |
| 1954 | Flensburg-Ost        | Eginhard Schlachta     | GB/BHE | 37,8             |
| 1954 | Flensburg-West       | Hanno Schmidt          | CDU    | 39,7             |
| 1950 | Flensburg-Stadt-Ost  | Samuel Münchow         | SSW    | 43,0             |
| 1950 | Flensburg-Stadt-West | Hermann Olson          | SSW    | 44,5             |
| 1947 | Flensburg I          | Hermann Olson          | SSW    | 61,5             |
| 1947 | Flensburg II         | Samuel Münchow         | SSW    | 56,8             |

Der 1947 bestehende Wahlkreis Flensburg III entsprach dem späteren Landtagswahlkreis Flensburg-Land und betraf nicht das Flensburger Stadtgebiet.